# Judy Boucher
Judy Boucher  (* in St. Vincent, Karibik) ist eine Reggae-Sängerin aus dem Inselstaat St. Vincent und die Grenadinen, die in den 1980er Jahren kommerziellen Erfolg in ihrer Wahlheimat England hatte. 

## Biografie
Mitte der 1960er Jahre kam Boucher von der Karibikinsel St. Vincent nach England. Sie ließ sich in High Wycombe nieder und spielte zunächst an der Seite ihres Bruders Bruce in dessen Band, die sich nun „Judy Jack and the Beanstalk“ nannte. Nach einigen Jahren und einer Reihe von Auftritten in Südostengland zog sich Boucher aus der Gruppe zurück, um eine Familie zu gründen.
Anfang der 1980er Jahre kehrte sie ins Musikbusiness zurück und ging ins Studio ihres Freundes Felix Da Silva, der sich auf die Produktion sentimentaler Liebeslieder, u. a. für Tim Chandell und Joyce Bond, spezialisiert hatte. Da Silva organisierte eine Studiosession mit dem Produzenten und Gründer des Reggae-Labels Planetone Sonny Roberts, bei der Bouchers 1985er Debütsingle Dreaming of a Little Island und deren Nachfolger Lovely Paradise entstanden.
Obwohl sich kein Charterfolg einstellte, glaubte Roberts an den kommerziellen Erfolg Bouchers und produzierte ihr Debütalbum Can’t Be with You Tonight, das 1987 kurzzeitig in den englischen Charts stand. Das darauf enthaltene Lied Can’t Be with You Tonight erreichte im Frühjahr Platz 2 der UK-Charts und gehörte zu den zehn meistverkauften Singles des Jahres im Vereinigten Königreich. Die zweite Auskopplung You Caught My Eye kletterte zur gleichen Zeit auf Platz 18.
Trotz weiterer Produktionen konnte Boucher keinen Charterfolg mehr verzeichnen. 1995 nahm sie eine Coverversion des Doris-Day-Klassikers Whatever Will Be, Will Be (Que Sera, Sera) auf.

## Diskografie

### Alben
- 1986: Can’t Be with You Tonight
- 1992: Tears on My Pillow
- 1996: Take Me as I Am
- 1998: Take Your Memory with You
- 1999: Devoted to You[4]

### Singles
- 1985: Dreaming of a Little Island
- 1986: Lovely Paradise
- 1986: My Heart Is Yearning
- 1986: Can’t Be with You Tonight
- 1987: You Caught My Eye
- 1992: Sweet Dreams (Original: Don Gibson, 1961)
- 1992: Tears on My Pillow (Original: Johnny Nash, 1975)
- 1995: Que Sera, Sera (Original: Doris Day, 1956)